# ألما (كيبك)
ألما، كيبك (بالإنجليزية: Alma) هي مدينة كندية تقع في مقاطعة كيبك. تبلغ مساحة هذه المدينة 195.5871 (كم²)، ويبلغ عدد سكانها 29998 نسمة حسب إحصاء سنة 2006 م، بينما كان يسكنها 30126 نسمة في سنة 2001 م. تحتل هذه المدينة المرتبة رقم 135 بين مدن كندا حسب عدد السكان والمرتبة رقم 34 في المقاطعة. النمو سكاني في هذه المدينة يقدر بـ(-0.4).

## معرض صور

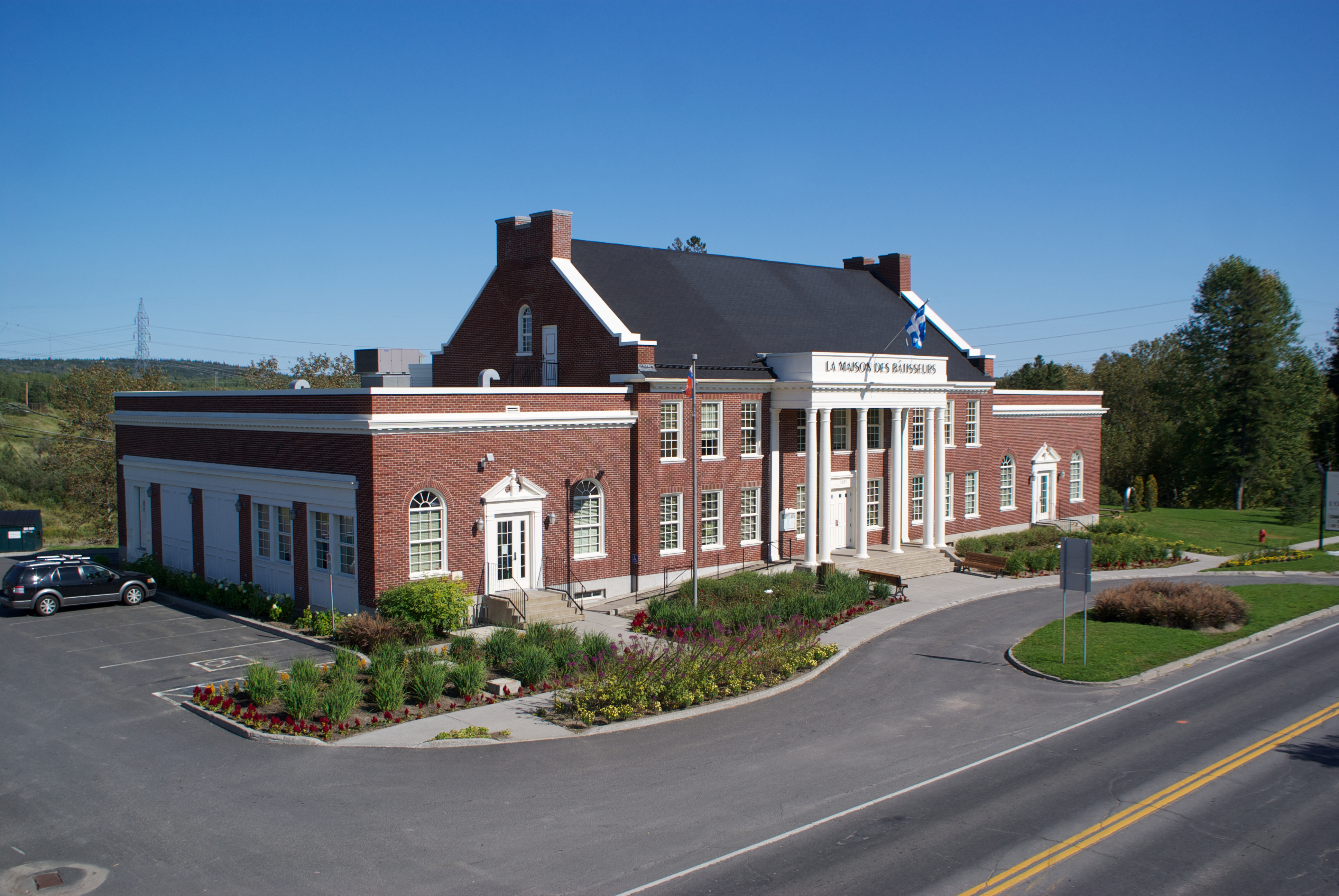
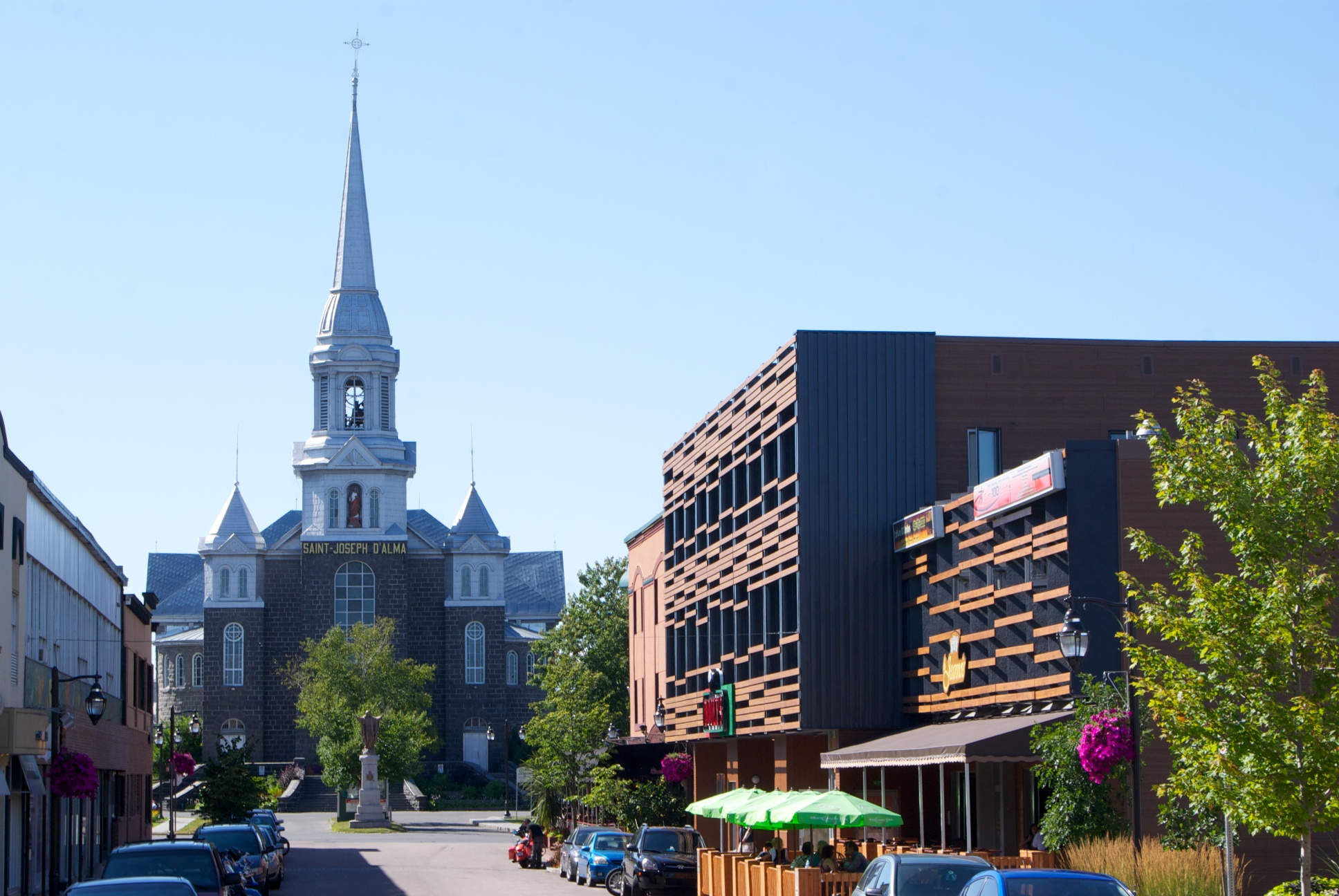
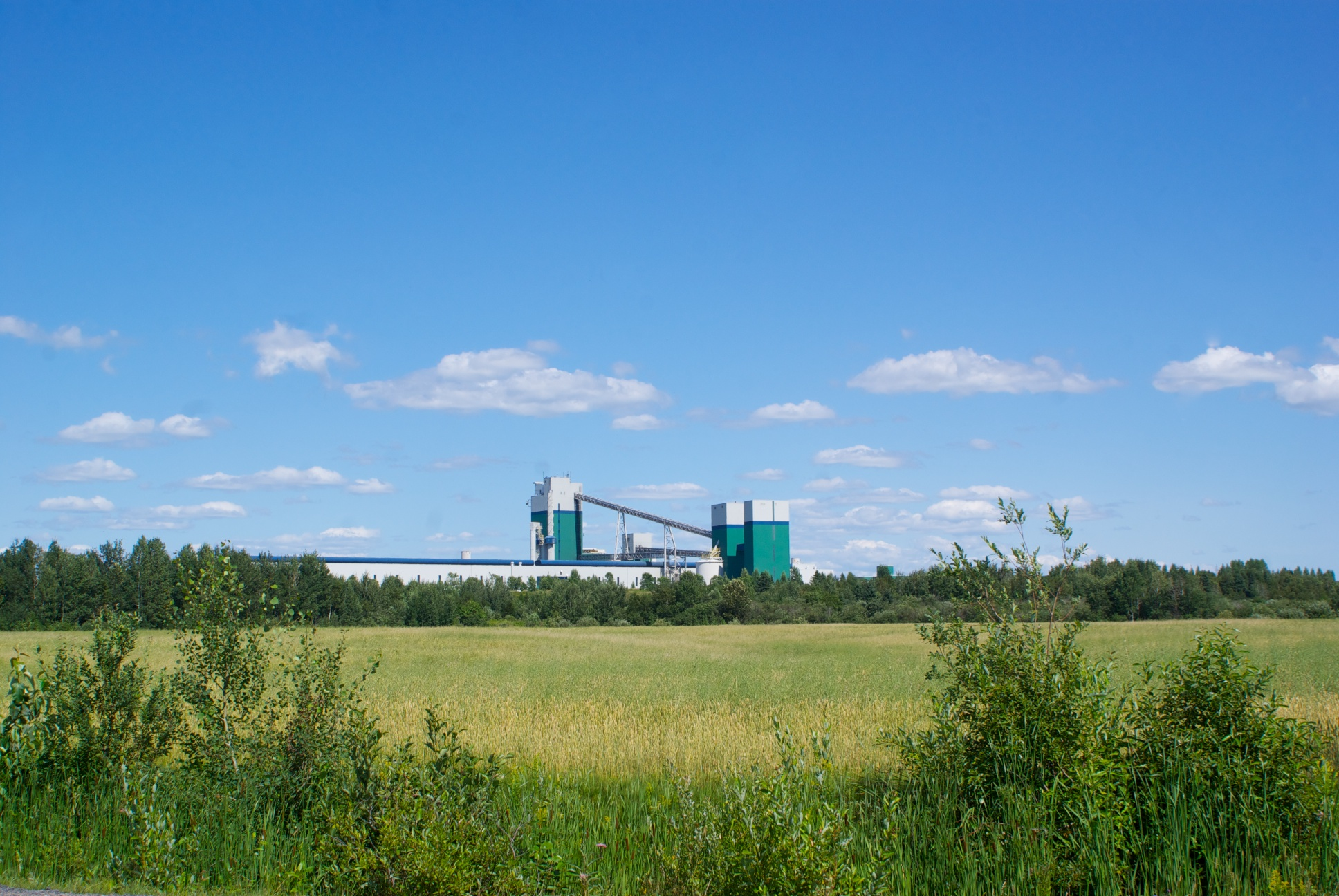
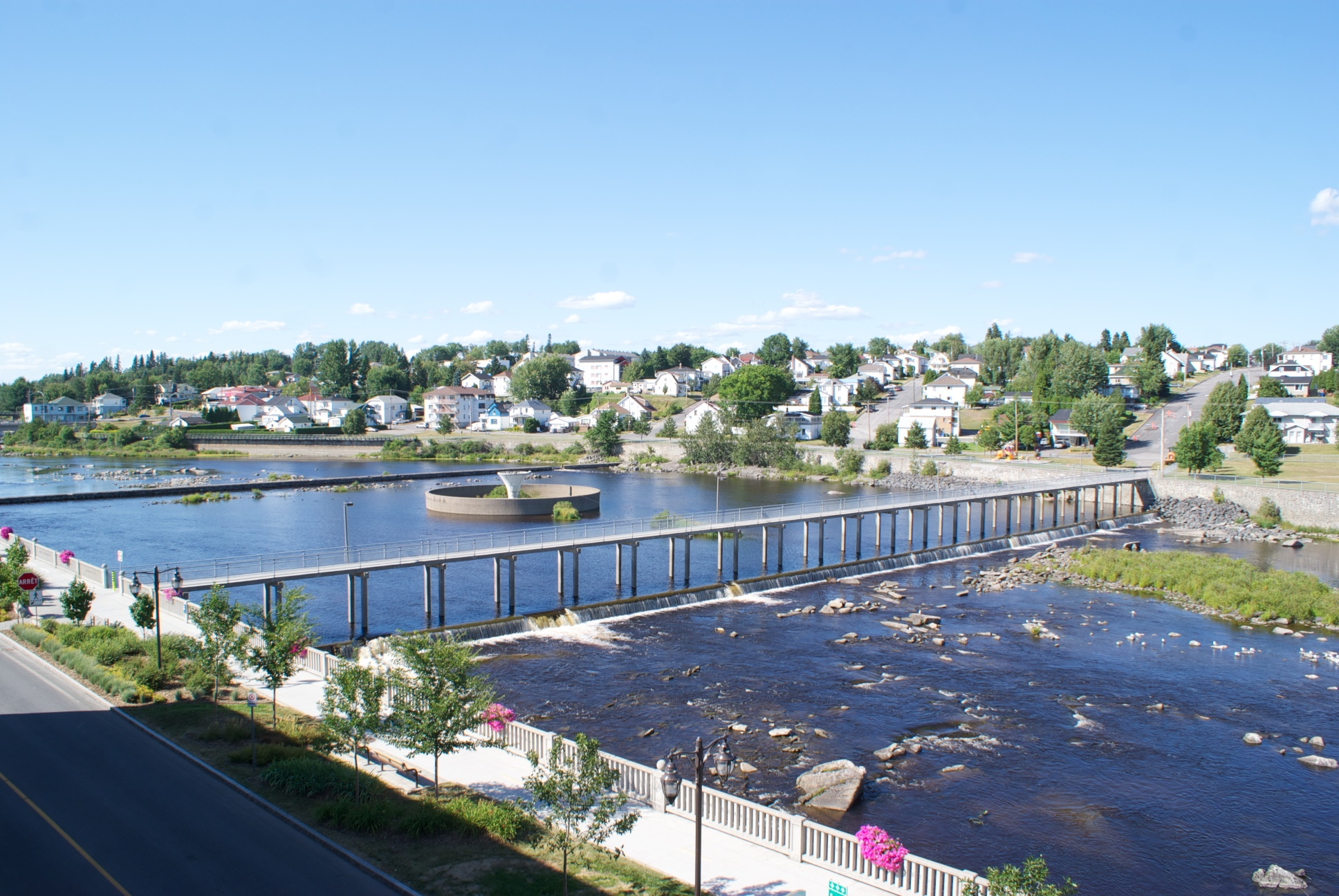

## أعلام
- ألكسيس لابوينت
- بيير لابوينت
- أندريه بولدوك
- مارسيل غوثير
- ميشيل هارفي
- ديف ويلسون

## وصلات خارجية
- الأطلس الحكومي لكندا
- إحصاءات كندا مع ساعة تعداد السكان